# Johann Christoph Erhard

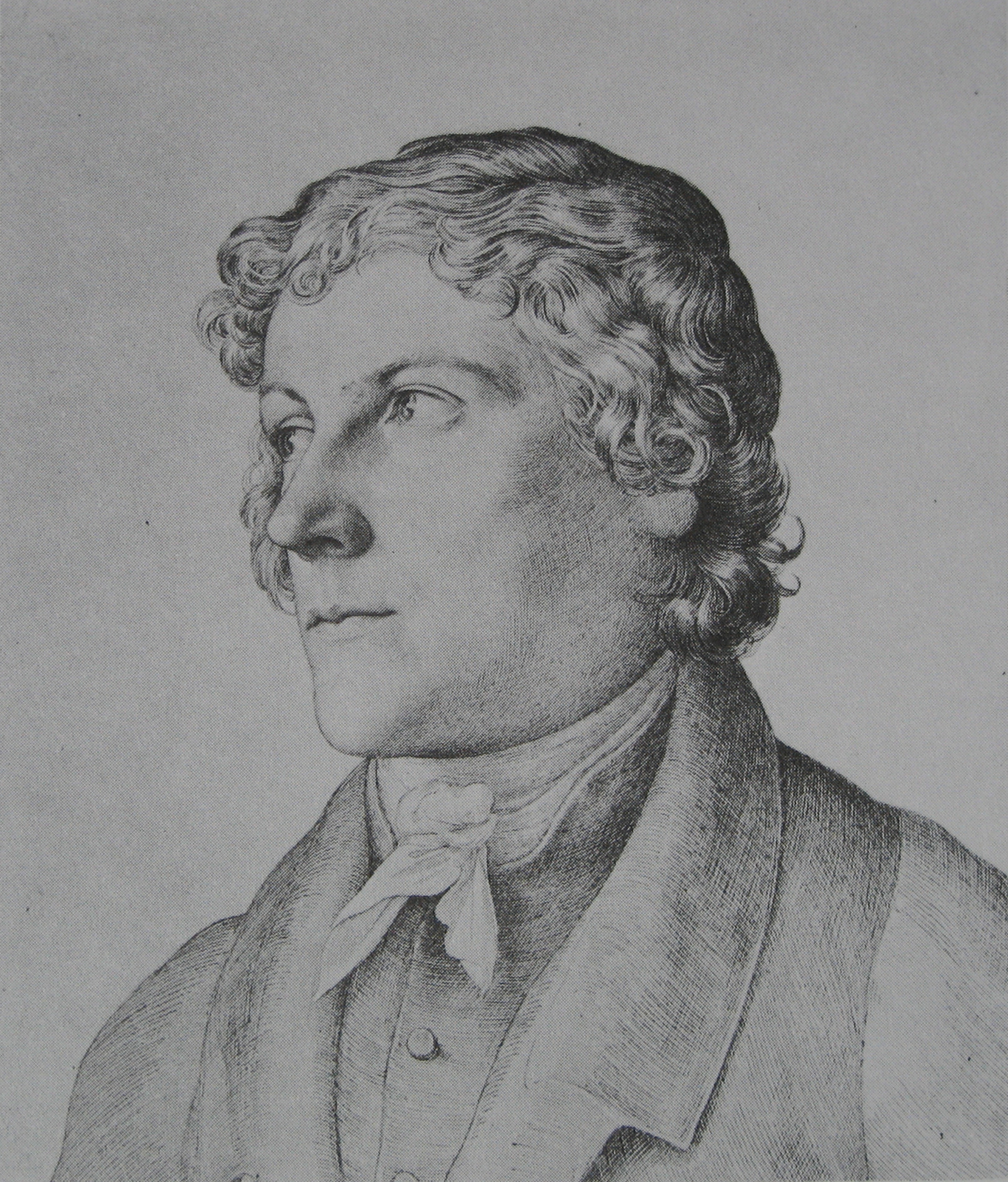
Johann Christoph Erhard; Federzeichnung von Julius Schnorr von Carolsfeld, 1821

Johann Christoph Erhard (* 21. Februar 1795 in Nürnberg; † 20. Januar 1822 in Rom) war ein deutscher Maler und Radierer der Romantik.

## Jugend und Ausbildung
Johann Christoph Erhard war der Sohn des Nürnberger Silberdrahtfabrikanten Jacob Reinhard Erhard (1738–1812). Sein älterer Halbbruder war der Philosoph und Mediziner Johann Benjamin Erhard.
Schon in früher Jugend trat sein zeichnerisches Talent zu Tage. Er besuchte die Zwinger’sche Zeichnenschule und ging ab 1809 bei dem Nürnberger Kupferstecher Ambrosius Gabler in die Lehre. Dort erlernte er das Stechen und Radieren, wobei er eine besondere Neigung für das Landschaftsfach entwickelte.
Erhard schloss sich in dieser Zeit eng an die Künstler Johann Adam Klein und Georg Christoph Wilder an; er unternahm mit ihnen Ausflüge in die Umgegend, um dort Studien nach der Natur zu machen. Die in den Jahren 1812 bis 1814 häufig durch Nürnberg ziehenden russischen Truppen gaben ihm Gelegenheit, Pferde und militärische Gruppen zu zeichnen.

## Künstlerisches Wirken in Wien und Rom

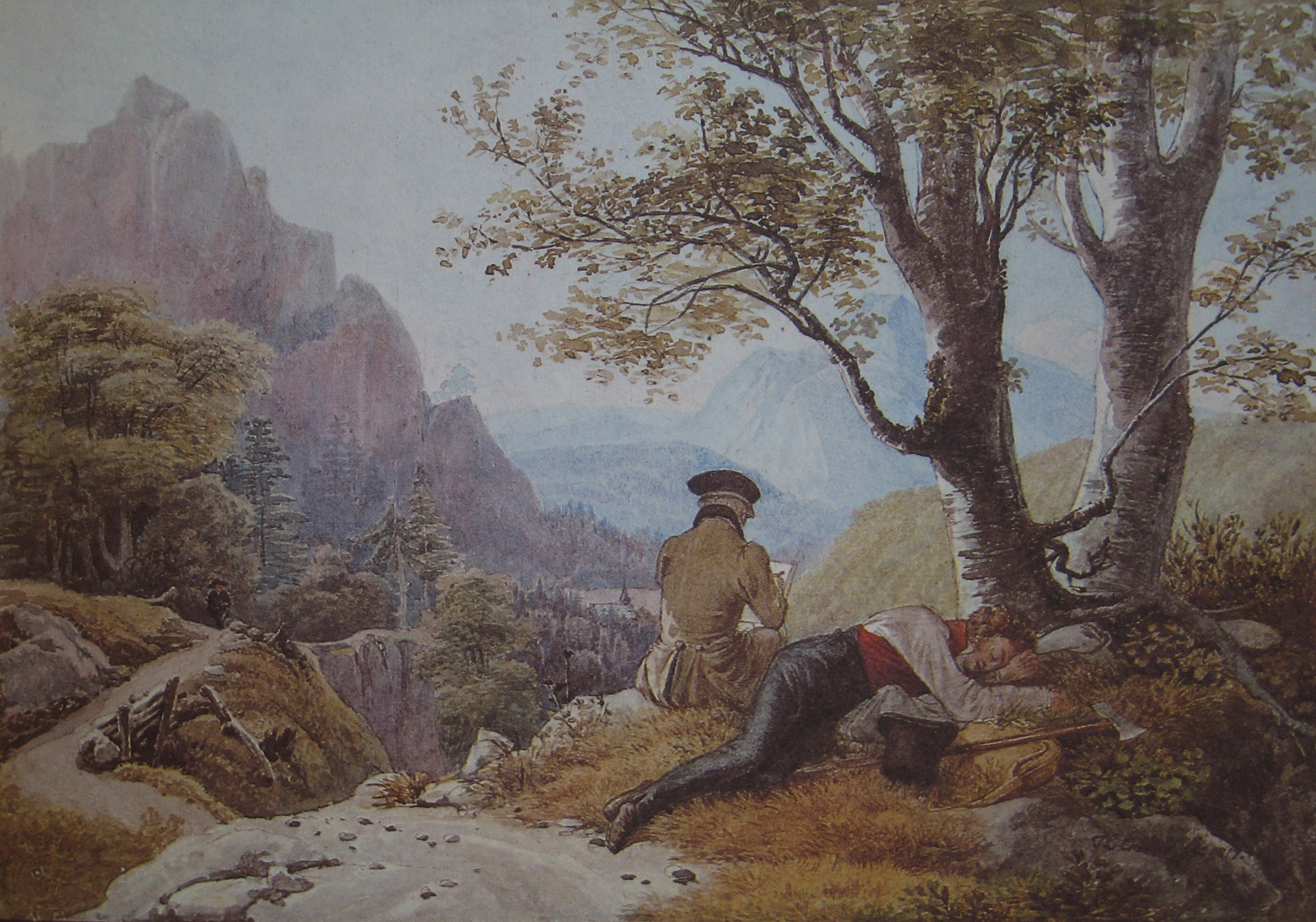
Rastende Künstler im Gebirge, 1819.

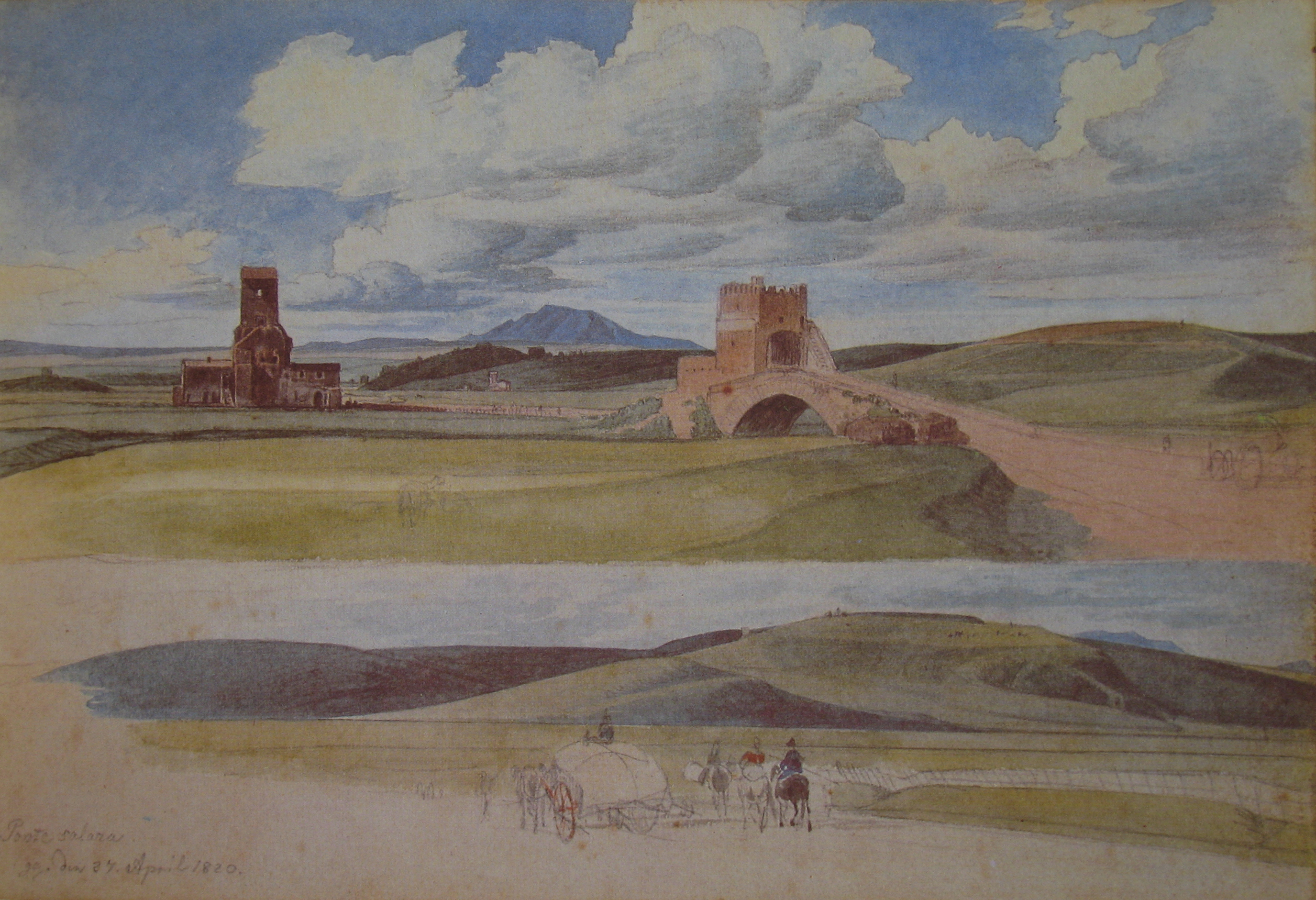
Ponte Salario, 1820.

1816 reiste Erhard zusammen mit Johann Adam Klein nach Wien und betrieb in der Umgegend Landschafts- und Pflanzenstudien. Im Jahr 1817 wanderte er mit Künstlerfreunden in der Schneeberg-Region, und im folgenden Jahr besuchte er mit ihnen Oberösterreich, Salzburg und den Pinzgau. Ergebnis dieser Reisen waren zahlreiche landschaftliche Zeichnungen und Radierungen, die er auch für Kunstverlage anfertigte.
1819 ging Erhard nach Rom. Dort betrieb er Landschaftsstudien und arbeitete für verschiedene Kunsthändler. Bald befiel ihn jedoch eine schwere Gemütskrankheit, deren Anzeichen schon in Deutschland aufgetreten waren. Erhard zog sich zurück und beging schließlich Selbstmord.